# Richard Cowper
Richard Cowper (eigentlich John Middleton Murry Jr.; geboren am 9. Mai 1926 in Abbotsbury, Dorset; gestorben am 29. April 2002 in Brighton, Sussex) war ein britischer Schriftsteller, bekannt vor allem als Autor von Science-Fiction.

## Leben
John Middleton Murry Jr. war der Sohn des englischen Philosophen und Literaturkritikers John Middleton Murry und dessen zweiter Ehefrau Violet (geborene Le Maistre). Er besuchte ab 1937 das reformpädagogische Rendcomb College. Von 1944 an diente er in der Luftwaffe der Royal Navy. Nach Ende des Zweiten Weltkriegs setzte er seine Studien am Brasenose College in Oxford fort, wo er 1950 mit einem Bachelor in Englisch abschloss. Danach studierte er noch bis 1951 an der University of Leicester.
Seit 1950 war er verheiratet mit Ruth Jezierski, mit der er zwei Töchter hatte. Von 1952 bis 1967 unterrichtete er Englisch am  Whittinghame College  in Brighton, danach war er Leiter der Englischabteilung des Atlantic College in Llantwit-Major, Glamorgan. Seine Tätigkeit als freier Schriftsteller begann er 1970. Bereits 1958 war sein Debütroman The Golden Valley erschienen, den er unter dem Pseudonym Colin Murry veröffentlichte, das er noch mehrmals verwendete („Colin“ war sein ihm von seiner Großmutter verliehener Spitzname). Er war allerdings von der Rezeption seiner ersten Arbeiten enttäuscht, wandte sich daher von der Mainstream-Literatur ab und schrieb fortan als Richard Cowper Science-Fiction. Sein Erstling in diesem Genre war Breakthrough (deutsch als Morgen der Unendlichkeit), der 1967 erschien. Seine SF-Arbeiten gelten als von Konzeption und Thema her oft konventionell, aber als ungewöhnlich stark in Stil und Charakterzeichnung. Sein bekanntestes Werk ist die Corlay-Trilogie, die 1000 Jahre in der Zukunft in einem durch steigende Meeresspiegel zu einem Archipel gewordenen England spielt, wo eine herrschende Theokratie durch die Vision einer neuen Religion herausgefordert wird.
1975 und 1977 hatte er als Colin Middleton Murry eine Autobiografie in zwei Bänden veröffentlicht. Der erste Band behandelt zentral die schwierige Beziehung des Jungen zu seinem Vater.
Ab 1986 zog er sich von der Schriftstellerei zurück und widmete sich der Malerei und der Restaurierung von Antiquitäten.
Vier Wochen nach dem Tod seiner Frau starb er 2002 im Alter von 75 Jahren, nach Aussage seiner Töchter, an „gebrochenem Herzen“.

## Auszeichnungen
- 1981 Balrog Award für The Web of the Magi in der Kategorie „Short Fiction“

## Bibliografie
Corlay – The White Bird of Kinship
- 1 The Road to Corlay (1976)
  - Deutsch: Am Tor der Dämmerung. Übersetzt von Tony Westermayr. Goldmann Science Fiction #23301, 1979, ISBN 3-442-23301-1.
- 2 A Dream of Kinship (1975)
  - Deutsch: Sänger am Ende der Zeit. Übersetzt von Tony Westermayr. Goldmann Science Fiction #23406, 1982, ISBN 3-442-23406-9.
- 3 A Tapestry of Time (1982)
  - Deutsch: Das Webmuster der Zeit. Übersetzt von Waltraud Götting. Goldmann SF #23490, 1986, ISBN 3-442-23490-5.
- Piper at the Gates of Dawn (in: The Magazine of Fantasy and Science Fiction, March 1976)
  - Deutsch: Morgendämmerung. Übersetzt von Tony Westermayr. In: Richard Cowper: Die Zeitspirale. 1977.
- Piper at the Gates of Dawn / The Road to Corlay / A Dream of Kinship / A Tapestry of Time (Sammelausgabe von 1–3 und Kurzgeschichte; 2014)

Romane
- The Golden Valley (1958; als Colin Murry)
- Recollections of a Ghost (1960; als Colin Murry)
- A Path to the Sea (1961; als Colin Murry)
- Breakthrough (1967)
  - Deutsch: Morgen der Unendlichkeit. Übersetzt von Hans-Ulrich Nichau. Goldmanns Weltraum Taschenbücher #0102, 1969.
- Phoenix (1967)
  - Deutsch: Phönix. Übersetzt von Hans-Ulrich Nichau. Goldmanns Weltraum Taschenbücher #099, 1969.
- Domino (1971)
- Kuldesak (1972)
  - Deutsch: Welt ohne Sonne. Übersetzt von Tony Westermayr. Goldmanns Weltraum Taschenbücher #0159, 1973, ISBN 3-442-23159-0.
- Clone (1972)
  - Deutsch: Homunkulus 2072. Übersetzt von Tony Westermayr. Goldmanns Weltraum Taschenbücher #0162, 1973, ISBN 3-442-23162-0.
- Private View (1972; als Colin Murry)
- Time Out of Mind (1973)
  - Deutsch: Gefährliches Paradies. Übersetzt von Tony Westermayr. Goldmann Science Fiction #0185, 1974, ISBN 3-442-23185-X.
- The Twilight of Briareus (1974)
  - Deutsch: Dämmerung auf Briareus. Übersetzt von Tony Westermayr. Goldmann Science Fiction der Chef-Auswahl, 1974, ISBN 3-442-30293-5.
- Worlds Apart (1974)
  - Deutsch: Zwei Welten – ein Gedanke. Übersetzt von Tony Westermayr. Goldmann Science Fiction #0204, 1975, ISBN 3-442-23204-X.
- Shadows on the grass (1977)
- Profundis (1979)
  - Deutsch: Proteus und ich. Übersetzt von Tony Westermayr. Goldmann Science Fiction #23335, 1980, ISBN 3-442-23335-6.
- Shades of Darkness (1986)

Sammlungen
- The Custodians and Other Stories (1976)
  - Deutsch: Die Zeitspirale. Übersetzt von Tony Westermayr. Goldmann Science Fiction #0244, 1977, ISBN 3-442-23244-9.
- The Web of the Magi and Other Stories (1980)
  - Deutsch: Das Tal des Schicksals. Übersetzt von Tony Westermayr. Goldmann Science Fiction #23372, 1981, ISBN 3-442-23372-0.
- Out There Where the Big Ships Go (1980)
- The Tithonian Factor and Other Stories (1984)
- The Magic Spectacles and Other Tales (1986)
- Richard Cowper SF Gateway Omnibus (2014, Sammelausgabe)

Kurzgeschichten
Wird bei Übersetzungen von Kurzgeschichten als Quelle nur Titel und Jahr angegeben, so findet sich die vollständige Angabe bei der entsprechenden Sammelausgabe.
1975:
- The Custodians (in: The Magazine of Fantasy and Science Fiction, October 1975)
  - Deutsch: Endzeit-Propheten. Übersetzt von Tony Westermayr. In: Richard Cowper: Die Zeitspirale. 1977. Auch als: Die Wächter. Übersetzt von Horst Pukallus. In: Manfred Kluge (Hrsg.): Frankensteins Wiegenlied. Heyne SF&F #3553, 1977, ISBN 3-453-30447-0.

1976:
- The Hertford Manuscript (1976, in: Richard Cowper: The Custodians and Other Stories)
  - Deutsch: Zeitspirale. Übersetzt von Tony Westermayr. In: Richard Cowper: Die Zeitspirale. 1977.
- Paradise Beach (1976, in: Richard Cowper: The Custodians and Other Stories)
  - Deutsch: Anamorphose. Übersetzt von Tony Westermayr. In: Richard Cowper: Die Zeitspirale. 1977.

1977:
- Drink Me, Francesca (1977)
  - Deutsch: Trink mich, Francesca. Übersetzt von Charlotte Winheller. In: Herbert W. Franke (Hrsg.): Science Fiction Story Reader 10. Heyne SF&F #3602, 1978, ISBN 3-453-30509-4.

1979:
- Out There Where the Big Ships Go (in: The Magazine of Fantasy & Science Fiction, August 1979)
  - Deutsch: Wohin die großen Schiffe gehen. Übersetzt von Keto von Waberer. In: Manfred Kluge (Hrsg.): Sterbliche Götter. Heyne SF&F #3718, 1980, ISBN 3-453-30621-X. Auch als: Draußen, wo die großen Schiffe fliegen. Übersetzt von Tony Westermayr. In: Richard Cowper: Das Tal des Schicksals. 1981.

1980:
- The Attleborough Poltergeist (1980, in: Richard Cowper: The Web of the Magi and Other Stories)
  - Deutsch: Der Poltergeist von Attleborough. Übersetzt von Tony Westermayr. In: Richard Cowper: Das Tal des Schicksals. 1981.
- The Web of the Magi (1980, in: Richard Cowper: The Web of the Magi and Other Stories)
  - Deutsch: Das Tal des Schicksals. Übersetzt von Tony Westermayr. In: Richard Cowper: Das Tal des Schicksals. 1981. Auch als: Das Netz der Magier. Übersetzt von Biggy Winter. In: Manfred Kluge (Hrsg.): Fenster. Heyne SF&F #3866, 1982, ISBN 3-453-30752-6.

1981:
- Incident at Huacaloc (in: The Magazine of Fantasy & Science Fiction, October 1981)
- Brothers (1981)
  - Deutsch: Vor langer Zeit und in einem anderen Land. Übersetzt von Tony Westermayr. In: Peter Wilfert (Hrsg.): Pilger durch Raum und Zeit. Goldmann Science Fiction #23401, 1982, ISBN 3-442-23401-8. Auch als: Brüder. Übersetzt von Michael Windgassen. In: Ronald M. Hahn (Hrsg.): Willkommen in Coventry. Heyne SF&F #4127, 1984, ISBN 3-453-31097-7.

1982:
- The Story of Pepita and Corindo (1982)
- The Young Student (1982)
- The Missing Heart (1982)
- The Unhappy Princess (1982)
- What Did the Deazies Do? (in: The Magazine of Fantasy & Science Fiction, December 1982)

1983:
- The Tithonian Factor (1983, in: Michael Bishop und Ian Watson (Hrsg.): Changes)

1984:
- The Scent of Silverdill (in: The Magazine of Fantasy & Science Fiction, January 1984)
- A Message to the King of Brobdingnag (in: The Magazine of Fantasy & Science Fiction, May 1984)
  - Deutsch: Eine Botschaft an den König von Brobdingnag. Übersetzt von Walter Brumm. In: Wolfgang Jeschke (Hrsg.): Johann Sebastian Bach Memorial Barbecue. Heyne SF&F #4697, 1990, ISBN 3-453-04279-4.

1985:
- A Matter of No Great Significance (in: The Magazine of Fantasy & Science Fiction, December 1985)

1986:
- The King and the Swan (1986, in: Richard Cowper: The Magic Spectacles and Other Tales)
- The Magic Spectacles (1986, in: Richard Cowper: The Magic Spectacles and Other Tales)
- The Snowman (1986, in: Richard Cowper: The Magic Spectacles and Other Tales)
- Test Case (in: The Magazine of Fantasy & Science Fiction, December 1986)

Autobiografie
- One Hand Clapping: A Memoir of Childhood (1975; auch: I at the Keyhole; als Colin Middleton Murry)
- Shadows on the Grass (Band 2 der Autobiografie, 1977; als Colin Middleton Murry)

Hörspiel
- Taj Mahal by Candlelight (1966, als Colin Murry)